# Allegro barbaro (album)
Allegro barbaro è il secondo album del gruppo death/folk metal tedesco Die Apokalyptischen Reiter, pubblicato nel 1999.

## Tracce
1. The Last Hope Burned Down the Dust – 3:46
2. Sometimes – 2:01
3. Perfect Without Mercy – 2:39
4. The March of Revenge – 4:17
5. Game of Violence – 2:38
6. Heavy Metal – 5:56
7. Dance with Me – 2:31
8. The Fire – 2:17
9. The Naked Beauty – 1:57
10. No Questions – 4:39
11. The Smell of Death – 2:29
12. Revelations – 2:02
13. Total Human End – 5:25
14. Dance with Me (EP Version) (Traccia bonus) – 2:34
15. Dschinghis Khan (Dschinghis Khan cover, traccia bonus) – 2:31
16. Price of Ignorance (Traccia bonus) – 4:35
17. Human End (Part 2) (Traccia bonus) – 3:00

## Formazione
- Fuchs - voce
- Pitrone - chitarra
- Volk-Man - basso
- Skeleton - batteria
- Dr. Pest - tastiere